# Эмиг, Ребекка
Ребекка Эмиг (Rebecca Jean Emigh; род. 1962) — американский социолог, занимающаяся долгосрочными процессами социальных изменений, в частности генезисом капитализма. Доктор философии (1993), профессор Калифорнийского университета в Лос-Анджелесе, где трудится с 1993 года.
Окончила Барнардский колледж (бакалавр социологии Summa Cum Laude, 1984), Phi Beta Kappa и с особым отличием помимо Summa Cum Laude. Там же в Колумбийском университете получила степень магистра социологии (1985). В Чикагском университете получила степени магистра статистики (1990) и доктора философии по социологии (1993). С 1993 года ассистент-, с 2000 г. ассоциированный, с 2007 года профессор социологии Калифорнийского университета в Лос-Анджелесе. Публиковалась в Journal of Cultural Economy, Social Science History, Theory and Society, Contemporary Sociology: A Journal of Reviews.
Автор The Undevelopment of Capitalism: Sectors and Markets in Fifteenth-Century Tuscany (Philadelphia: Temple University Press, 2009), рецензиями на которую отозвались Стивен Эпштейн, Ричард Лахман, Eric Mielants. Также автор How Everyday Forms of Racial Categorization Survived Imperialist Censuses in Puerto Rico (2021).